# Marshal Matt Dillon

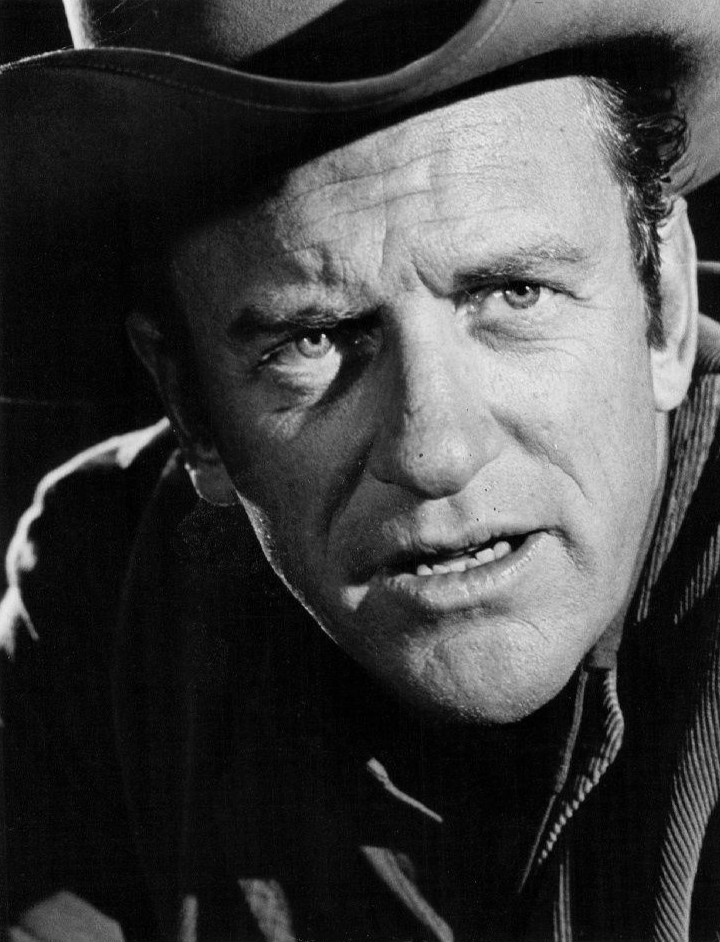
O ator James Arness como o Delegado Matt Dillon em 1969

O delegado Matt Dillon é um cowboy fictício que estrela as séries de rádio e TV estadunidense chamadas Gunsmoke. Dillon é o delegado federal de Dodge City (Kansas), por volta de 1870, e procura manter a lei e a ordem nessa violenta fronteira do Velho Oeste.
A série teve um "piloto" em 1949, com o nome do protagonista como Mark Dillon. Mudou para Matt Dillon em 1952, quando se tornou regular. William Conrad foi o Matt Dillon do rádio (1952-1961) Os amigos mais próximos de Dillon eram o auxiliar Chester, Doc Adams e Miss Kitty Russell, a garota do saloon. Dillon tinha Wild Bill Hickok como um bom amigo.
O programa passou para a televisão em 1955, agora com James Arness como o delegado. Na estréia, uma pequena apresentação feita por John Wayne, antes do primeiro episódio. James Arness continuou como o protagonista, mantendo-se no posto pelos 20 anos seguintes e em mais de 600 episódios. Conrad, que foi preterido por ser demasiado rotundo, acabou se tornando também um astro da TV com a série do detetive Cannon nos anos 70. 